# アメリカン・アカデミー・オブ・ドラマティック・アーツ
アメリカン・アカデミー・オブ・ドラマティック・アーツ (American Academy of Dramatic Arts, AADA) は、アメリカ合衆国にある2年制の演劇学校である。ニューヨークとロサンゼルスにキャンパスがある。トニー賞、アカデミー賞、エミー賞受賞者をはじめ、優れた人材をエンターテインメント業界に数多く輩出している。
設立は1884年で、まずニューヨークに、舞台俳優を育成する学校として作られた。演劇の分野で専門教育を授ける教育機関としては、合衆国で最初の学校であった。
続いて1974年、カリフォルニア州パサデナにもキャンパスを開設した。これが2001年にハリウッドに移転し、現在のロサンゼルスキャンパスとなった。

## 主な卒業生
| - エシル・アイケルバーガー - ハンク・アザリア - アーマンド・アサンテ - ピーター・ウェラー - ウォルター・エイベル - ヴィンス・エドワーズ - クリスティーン・エバーソール - キャシー・オドネル - パット・オブライエン - ジョン・カサヴェテス - ロバート・カミングス - サリー・ギフォード - キム・キャトラル - マックス・クラム - ジェニファー・クーリッジ - ヒューム・クローニン - グレース・ケリー - ジョージ・コー - イライアス・コティーズ - ルース・ゴードン - エンリコ・コラントーニ - ケイト・ジャクソン - ジェニファー・ジョーンズ | - カーク・ダグラス - マーク・ダニエルズ - ジュリア・ダフィ - ジーン・ティアニー - ブラッド・デイヴィス - ウィリアム・ディヴェイン - ダニー・デヴィート - セシル・B・デミル - スペンサー・トレイシー - ジョニー・ノックスヴィル - ウィリアム・パウエル - ローレン・バコール - アン・ハサウェイ - ジャド・ハーシュ - ジム・バッカス - ジョン・ハーディング - デヴィッド・ハートマン - ダイアナ・バリモア - アン・バンクロフト - サミュエル・バーンスタイン - デボラ＝リー・ファーネス - ジェームズ・ファレンティノ | - ニナ・フォック - ローラ・ブラニガン - エイドリアン・ブロディ - デニス・ヘイスバート - レイシャ・ヘイリー - アイオン・ベイリー - キャサリン・ヘプバーン - ギル・ベローズ - フローレンス・ヘンダーソン - スターリング・ホロウェイ - キャサリン・メーニッヒ - キャリー＝アン・モス - エリザベス・モンゴメリー - ロザリンド・ラッセル - ポール・ラッド - セルマ・リッター - ロバート・レッドフォード - ジェイソン・ロバーズ - エリック・ロバーツ - エドワード・G・ロビンソン - ジーナ・ローランズ - ジョン・ローン - 岡本圭人(Hey!Say!JUMP) |